# 랩슬리
랩슬리(Låpsley, 1996년 8월 7일 ~ )는 잉글랜드의 싱어송라이터이다.

## 음반 목록

### 정규
- Long Way Home (2016)

### EP
- Monday (2013)
- Understudy (2015)